# Tepeyac (El milagro de Tepeyac)
Tepeyac (El milagro de Tepeyac) ist ein mexikanischer Film der Regisseure José Manuel Ramos, Carlos E. Gonzáles und Fernando Sáyago aus dem Jahr 1917. Bei dem Stummfilm handelt es sich um ein religiöses Melodrama. Der Film erzählt die Geschichte von Lupita, gespielt von Pilar Cotta, die erfährt, dass das Schiff, auf dem ihr Verlobter nach Europa fuhr, von einem deutschen U-Boot versenkt wurde. Sie ist niedergeschlagen und beginnt ein Buch über die Jungfrau von Guadalupe. In einem Rückblick sieht sie, wie die Jungfrau zur Zeit der Kolonisation Mexikos dem Indianer Juan Diego erschienen ist. Am Ende des Films erfährt die glückliche Lupita, dass ihr Verlobter überlebt hat.
Der Film ist nach dem Berg Tepeyac nördlich von Mexiko-Stadt benannt, dem Ort, an dem Juan Diego die Marienerscheinung hatte. Der Film wurde größtenteils von Laien gedreht. Er zählt zu den wenigen mexikanischen Filmen der Stummfilm-Ära, der sich bis heute erhalten hat. Tepeyac (El milagro de Tepeyac) wurde von der Produktionsgesellschaft Films Colonial in Mexiko-Stadt gedreht.